# Leandro Rinaudo

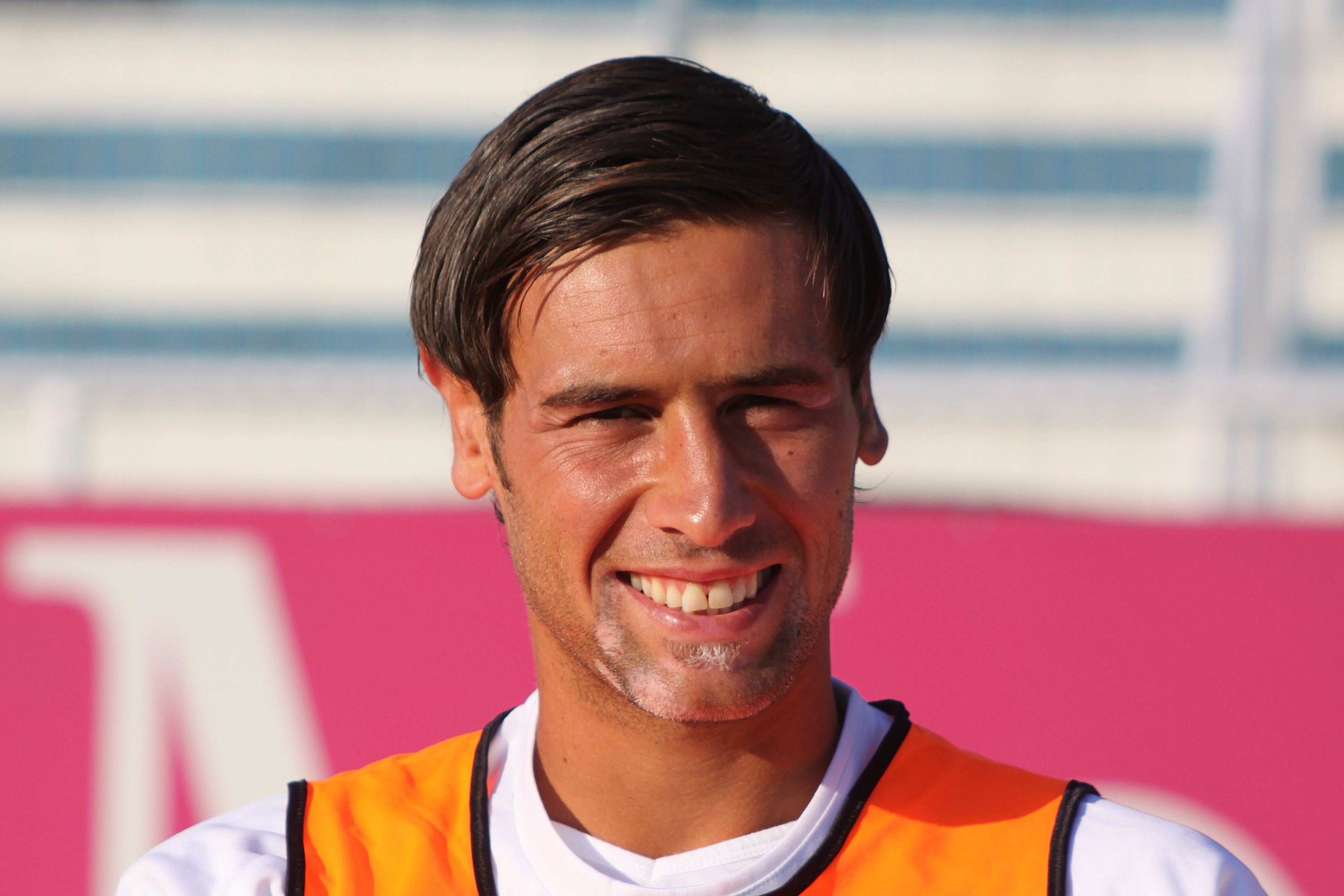
Leandro Rinaudo bij Napoli

Leandro Rinaudo (Palermo, 9 mei 1983) is een Italiaans voetballer  die als verdediger speelt.
Hij begon zijn loopbaan bij US Palermo dat hem meermaals verhuurde. Sinds 2008 speelt hij voor SSC Napoli dat hem sinds 2010 verhuurt aan Juventus FC.

## Loopbaan
- 2002–2008 Palermo
- 2002–2003 → Varese (huur)
- 2003–2004 → Salernitana (huur)
- 2004–2005 → AC Cesena (huur)
- 2006–2007 → AC Siena (huur)
- 2008–? → Napoli
- 2010–(heden) → Juventus (huur)